# Сервий Сульпиций Гальба (консул 108 года до н. э.)
Сервий Сульпиций Га́льба (лат. Servius Sulpicius Galba; около 159 — после 100 гг. до н. э.) — древнеримский военачальник и политический деятель из патрицианского рода Сульпициев, консул 108 года до н. э., наместник Дальней Испании в 111—109 годах до н. э.

## Происхождение
Сервий Сульпиций принадлежал к знатному патрицианскому роду Сульпициев, предположительно происходившему из Камерина. Первый Сульпиций (из упоминающихся в источниках) был консулом в 500 году до н. э., а в дальнейшем представители этого рода регулярно занимали высшие римские должности. Отец Сервия, носивший тот же преномен, был консулом в 144 году до н. э., считался выдающимся оратором и одним из богатейших римлян. У Сервия был младший брат, Гай; в этой семье воспитывался также Квинт Сульпиций Галл, рано потерявший отца.

## Биография
Первое упоминание о Сервии Сульпиции в сохранившихся источниках датировано 149 годом до н. э. Тогда он был ещё ребёнком, и поэтому исследователи относят его рождение приблизительно к 159 году до н. э. Отца Сервия обвинили в неоправданной жестокости по отношению к провинциалам, проявленной во время наместничества в Дальней Испании. Речь могла идти об изгнании, а плебс явно был настроен против Гальбы. Поэтому в день голосования Сервий-старший признал свою вину, вывел перед народом обоих своих сыновей и воспитанника и произнёс «жалостную речь». Он поручил народу заботиться об этих детях и сделал вид, будто собирается тут же составить завещание. Слушатели были тронуты до слёз, и большинство проголосовавших высказалось против законопроекта.
Следующее упоминание о Сервии-младшем относится, возможно, к 112 году до н. э. Согласно одному из вариантов транскрипции, его имя стоит вторым после имени Марка Эмилия Скавра под сенатским постановлением этого года, касавшимся Дельф. В 111 году до н. э. Гальба стал претором и получил в управление Дальнюю Испанию. Его предшественник Луций Кальпурний Пизон Фруги погиб, пытаясь подавить восстание; антиковед Т. Бреннан считает назначение наместником в такой ситуации Гальбы, чей отец именно в этих краях прославился своей жестокостью, «убедительным сигналом» сената в адрес провинциалов.
О деятельности Сервия в Дальней Испании ничего не известно. Но сразу по возвращении в Рим он был избран консулом, так что, по-видимому, его наместничество считали вполне успешным. Консулат Гальбы пришёлся на 108 год до н. э. Вместе с ним на выборах победил плебей Гортензий, который, правда, ещё до вступления в должность был привлечён к суду. Новым коллегой Гальбы стал Марк Аврелий Скавр. Предположительно это назначение состоялось благодаря влиянию Сервия; в пользу этого говорит тот факт, что отец и прадед последнего делили консулат с другими представителями рода Аврелиев.
О консульстве Гальбы известно немногое. Именно к 108 году до н. э. (по другой версии, к 144 году до н. э., когда консулом был отец этого нобиля) могут относиться две латинские надписи; одна — на мозаичном полу виллы под Таррациной, родового владения этой ветви Сульпициев, в котором родился император Гальба; другая — в Риме, на большой гробнице из туфа к югу от Авентина.
В последний раз Сервий упоминается в источниках в связи с событиями декабря 100 года до н. э. Он был в числе аристократов, явившихся к храму Санка, чтобы взять оружие из общественного хранилища для решающей схватки со сторонниками популяра Луция Аппулея Сатурнина